# Маслов-Стокоз Василь Павлович
Маслов-Стокоз Василь Павлович  (1866, Батурин — 1918) — український письменник, публіцист, перекладач, історик літератури.(Псевдоніми і криптоніми: В. Батуринський, В. Жук, Василь Жук, Б. В., В. Ж.)

## З біографії
Народився у Батурині. На початку 1880-х учителював у Борзні. За участь у революційному русі відбував заслання в Західному Сибіру та Акмолінській губернії (Казахстан), потім оселився на Кубані (Катеринодар), пізніше — у Кам'янці-Подільському.
За деякий час йому вдалося емігрувати до Австро-Угорщини, де мешкав у Львові. Перебрався до Швейцарії, потім жив у Сербії, Болгарії, США. З кінця 1890-х мешкав у Англії.
Писав українською та російською мовами, пропагував українську літературу за кордоном.
Помер 1918.

## Твори
- Маслов-Стокіз В. Пісня пісень // Акорди: Антологія української лірики / Укл. І. Франко. — Львів,1903. — С. 230; Пісня пісень // Акорди: Антол. укр. лірики від смерті Шевченка / Упоряд. І.Франко. Репринт. вид. — К.: Веселка, 1991. -С. 238–239.
- Маслов-Стокоз В. Пісня пісень. Вірш // Хрестоматія української релігійної літератури. Кн. 1/ Упоряд. і вступ. есей І. Качуровського. — Мюнхен — Лондон, б. р. -С. 144.
- Маслов-Стокоз В. Поезії //Кур'єр Кривбасу. — 1995. — № 36. -С. 28.